# برونو فراي (صحفي)
برونو فراي (بالألمانية: Bruno Frei)‏ هو صحفي نمساوي، ولد في 11 يونيو 1897 في براتيسلافا في سلوفاكيا، وتوفي في 21 مايو 1988 في كلوسترنوبرغ في النمسا.